# Swedish Open 1988
Die Swedish Open 1988 im Badminton fanden vom 9. bis zum 13. März 1988 in Malmö, Schweden, statt. Mit einem Preisgeld von 15.000 US-Dollar wurde das Turnier als 1-Sterne-Turnier in der Grand-Prix-Wertung eingestuft.

## Finalresultate
| Disziplin    | Sieger                    | Finalist                             | Ergebnis   |
| ------------ | ------------------------- | ------------------------------------ | ---------- |
| Herreneinzel | Xiong Guobao              | Jens Olsson                          | 15:9, 15:4 |
| Dameneinzel  | Han Aiping                | Gu Jiaming                           | 11:3, 11:1 |
| Herrendoppel | Li Yongbo Tian Bingyi     | Chen Hongyong Chen Kang              | w.o.       |
| Damendoppel  | Lin Ying Guan Weizhen     | Lao Yujing Zheng Yuli                | 15:4, 15:8 |
| Mixed        | Wang Pengren Shi Fangjing | Jon Holst-Christensen Helle Andersen | 15:9, 15:6 |